# Cucyłów
Cucyłów (ukr. Цуцилів) – wieś na Ukrainie, w obwodzie iwanofrankiwskim, w rejonie nadwórniańskim.
Znajduje tu się przystanek kolejowy Cucyłów, położony na linii Chryplin – Delatyn.

## Historia
Prywatna wieś szlachecka prawa wołoskiego, położona była w ziemi halickiej województwa ruskiego.
W marcu 1943 Ukraińcy dokonali tu zbrodni na ludności narodowości polskiej.